# Sonia Vollereaux
Sonia Bertrande Janine Vollereaux est une comédienne française, née le 18 novembre 1959 à Auxerre.

## Biographie
Sonia Vollereaux incarne Constance Mozart au côté de Roman Polanski dans la pièce Amadeus de Peter Shaffer, puis elle donne la réplique à Guy Tréjan et Jean-Pierre Cassel dans Les Temps difficiles de Bourdet, et à Michel Bouquet dans Le Malade imaginaire. Pensionnaire de la Comédie-Française de 1987 à 1989, elle joue ensuite 1 000 représentations des Palmes de Monsieur Schutz où elle interprète Marie Curie. Ce rôle lui vaudra deux nominations aux Molières, le prix Arletty, et le prix Jean-Jacques Gautier récompensant une révélation de la scène. Dans Quelque part dans cette vie et Ma petite fille, mon amour elle a pour partenaire Jacques Dufilho avec lequel elle se lie d'amitié jusqu'à la mort de celui-ci en 2005. Elle crée la pièce de Coline Serreau Lapin lapin qui lui vaudra le Molière de la comédienne dans un second rôle. Elle joue Les Monologues du vagin durant deux ans, avant d'enchaîner avec Lune de miel, avec Pierre Arditi et Évelyne Bouix. Depuis 2006 elle a signé plusieurs mises en scène.
Sonia Vollereaux a également joué pour le cinéma, essentiellement dans des comédies comme Un Indien dans la ville où elle est l'épouse de Patrick Timsit, et dans de nombreux téléfilms (La Façon de le dire), feuilletons ou séries télévisées (Des grives aux loups, Jalna, Plus belle la vie).

## Théâtre

### Comédienne
- 1980 : Le Mariage de Figaro de Beaumarchais, mise en scène Françoise Petit et Maurice Vaudaux, Théâtre de Paris
- 1982 : Amadeus de Peter Shaffer, mise en scène Roman Polanski, Théâtre Marigny
- 1984 : Les Temps difficiles d'Édouard Bourdet, mise en scène Pierre Dux, Théâtre des Variétés
- 1986 : Les Baigneuses de Californie de Jean-Jacques Varoujean, mise en scène Roland Monod, Théâtre de l'Odéon
- 1986 : Les Femmes savantes de Molière, mise en scène Françoise Seigner, Théâtre de Boulogne-Billancourt
- 1987 : Le Malade imaginaire de Molière, mise en scène Pierre Boutron, Théâtre de l'Atelier, Théâtre des Célestins
- 1987 : Le Jeu de l'amour et du hasard de Marivaux, mise en scène Jacques Rosny, Comédie-Française
- 1988 : Le Mystère de la charité de Jeanne d'Arc de Charles Péguy, mise en scène Jean-Paul Lucet, Comédie-Française
- 1989 : Amour pour amour de William Congreve, mise en scène André Steiger, Comédie-Française
- 1989 : Les Palmes de Monsieur Schutz de Jean-Noël Fenwick, mise en scène Gérard Caillaud, Théâtre des Mathurins
- 1994 : Quelque part dans cette vie d'Israël Horovitz, mise en scène Jacques Rosny, Théâtre Marigny
- 1996 : Lapin lapin de Coline Serreau, mise en scène Benno Besson, Théâtre de la Porte-Saint-Martin
- 1997 : Lapin lapin de Coline Serreau, mise en scène Benno Besson, Théâtre des Célestins, tournée
- 1997 : Ma petite fille, mon amour de Jean-Claude Sussfeld, mise en scène Yves Le Moign', Théâtre Montansier
- 1998 : Ma petite fille, mon amour de Jean-Claude Sussfeld, mise en scène Yves Le Moign', Théâtre Fontaine
- 2002 : Les Monologues du vagin d'Eve Ensler, mise en scène Isabelle Rattier, Comédie de Paris
- 2004 : Lune de miel de Noel Coward, mise en scène Bernard Murat, Théâtre Édouard VII
- 2005 : Jeux d'rôles de Martine Feldman et Pierre-Olivier Scotto, Funambule Montmartre
- 2005 : Jeux d'rôles de Martine Feldman et Pierre-Olivier Scotto, mise en scène Marion Sarraut, Théâtre Marigny
- 2010 : Madame Shakespeare d'Anca Visdei (Lecture), mise en scène Sonia Vollereaux, Festival des Nuits de l'Enclave des Papes
- 2016 : Pygmalion de George Bernard Shaw, mise en scène Ned Grujic, Théâtre 14 Jean-Marie Serreau, tournée

### Metteur en scène
- 2006 : Samuel dans l'île de Jean-Claude Deret-Breitman, Le Funambule Montmartre
- 2007 : Poker de Jean Cassiès, Comédie de Paris
- 2008 : Drôle de nuit de Frédérick Sigrist, Le Funambule Montmartre
- 2010 : Madame Shakespeare d'Anca Visdei, Lecture, Festival des Nuits de l'Enclave des Papes

### Collaboration artistique
- 2009 : Le Cri de la fourrure d'Alex Pandev, mise en scène Agathe Bergman, Comédie de Paris

## Filmographie

### Cinéma
- 1981 : L'Amour nu de Yannick Bellon
- 1983 : Vous habitez chez vos parents ? de Michel Fermaud
- 1991 : Génial, mes parents divorcent ! de Patrick Braoudé
- 1994 : Un Indien dans la ville de Hervé Palud : Marie Montignac
- 1999 : Je veux tout de Guila Braoudé
- 2000 : Deuxième vie de Patrick Braoudé
- 2003 : Transports amoureux de Renaud Alcade (court-métrage)
- 2003 : Midi à sa porte... de Michel Alexandre (court-métrage)
- 2004 : Les Textiles de Franck Landron

### Télévision
- 1980 : Le Vol d'Icare de Daniel Ceccaldi
- 1981 : Madame Verdier de Bernard Toublanc-Michel
- 1981 : La Jeune Fille du premier rang de Jacques Trébouta
- 1982 : L'Apprentissage de la vie de Caroline Huppert
- 1982 : L'Adélaïde de Patrick Villechaize
- 1983 : La Vie de Berlioz de Jacques Trébouta
- 1984 : Lucienne et le Boucher de Pierre Tchernia
- 1984 : I Cani de Gerusalemme de Fabio Carpi
- 1984 : Des grives aux loups de Philippe Monnier
- 1985 : Vingt ans d'absence de Bernard Saint-Jacques
- 1986 : L'Ami Maupassant : L'Héritage d'Alain Dhénaut
- 1990 : Paparoff : Paparoff se dédouble de Denys de La Patellière
- 1990 : Constance et Vicky de Jacques Cluzaud et Jean-Pierre Prévost
- 1993 : Une femme sous tension d'Agnès Delarive
- 1993 : Clovis : Les Disparus de Reillanne de François Leterrier
- 1993 : Clovis : La Vengeance d'un clown de François Leterrier
- 1994 : Jalna de Philippe Monnier
- 1995 : Les Grandes Personnes de Daniel Moosmann
- 1995 : Un si joli bouquet de Jean-Claude Sussfeld
- 1997 : Miracle à l'Eldorado de Philippe Niang
- 1998 : Marceeel !!! d'Agnès Delarive
- 1999 : La Façon de le dire de Sébastien Grall
- 1999 : L'Avocate : Le Témoin de Jean-Claude Sussfeld
- 2000 : L'Enfant de la honte de Claudio Tonetti
- 2000 : Julie Lescaut : Soupçon d'euthanasie de Pascale Dallet : Nathalie Ravanelle
- 2001 : Brigade spéciale : Un jeu dangereux de Charlotte Brandström
- 2001 : La Kiné : Double drame d'Aline Issermann
- 2001 : Les Cordier, juge et flic : Sang-froid de Jean-Marc Seban : Jeanine Legoff
- 2002 : Maigret : (épisode : Maigret et le fou de Sainte Clotilde) de Claudio Tonetti
- 2003 : L'Aubaine d'Aline Issermann
- 2003 : Je hais les enfants de Lorenzo Gabriele
- 2003 : Les Enfants de Charlotte de François Luciani
- 2004 : Fabien Cosma : En avoir ou pas de Marion Sarraut Sonia Vollereaux la secrétaire.
- 2005 : La Crim' : Une mort pour une autre de Jean-Pierre Prévost
- 2007 : Plus belle la vie (15 épisodes) : Ornella Vassago
- 2008 : Cellule Identité : Alexandra de Stéphane Kappes
- 2008 : Le Monde est petit de Régis Musset
- 2008 : Joséphine, ange gardien : Les Deux font la paire de Laurent Lévy
- 2011 : Alice Nevers, le juge est une femme : Une ombre au tableau de René Manzor
- 2014 : Le Jour où tout a basculé, épisode Amour et canular de Pierre-François Brodin : Jeanne

## Distinctions
- 1990 : Prix Arletty
- 1990 : Prix Jean-Jacques Gautier
- 1990 : Nomination pour le Molière de la révélation théâtrale pour Les Palmes de Monsieur Schutz
- 1990 : Nomination pour le Molière de la comédienne pour Les Palmes de Monsieur Schutz
- 1996 : Molière de la comédienne dans un second rôle pour Lapin lapin